# Резенкін Семен Зіновійович
Семе́н Зіно́війович Резенкін (4 березня 1925 — 11 листопада 2009) — радянський арбітр, футболіст і тренер. Суддя всесоюзної категорії, як головний арбітр провів 23 гри у Висшій лізі. Брав участь у створенні харківського футбольного клубу «Арсенал». Учасник Німецько-радянської війни, нагороджений бойовими орденами.

## Біографія
Народився у Харкові. Грати у футбол почав у харківському «Спартаку». У середині 30-х виступав за його юнацьку команду. 
У роки Німецько-радянської війни був стрільцем-радистом екіпажу танка Т-34. Воював у складі Степового і 1-го Українського фронтів. Під час війни його двічі було поранено. Закінчив війну під Прагою у травні 1945-го. 
У післявоєнний час грав за сталінський «Металлург Сходу» та за харківські «Локомотив» і «Спартак», був капітаном останнього.
З 1953 року проводить арбітраж поєдинків чемпіонату СРСР. 7 вересня 1954 року дебютував як головний арбітр. Під час матчу кубка СРСР 1958 року у Полтаві між місцевим «Колгоспником» та дніпропетровським «Металлургом» сталася бійка. Після того як у додатковий час суддя Резенкін видалив з поля гравця хазяїв, В. Казанкіна, серед натовпу почалося обурення. Уболівальники вважали, що потрібно було видалити також гравця «Металурга». Найбільш відчайдушні почали закликати до розправи над суддею. Їх підтримав натовп і в суддю та дніпропетровців полетіло каміння, також був пошкоджений автобус гостей. Дії судді були розглянуті на бюро Полтавського обкому КПРС. Було відмічено, що Резенкін багато помилявся, грубив, зневажливо відносився до бокових суддів. Було вирішено більше не запрошувати харківських суддів на матчі у Полтаві.
З 18 листопада 1961 року — суддя всесоюзної категорії. Був включений до Списку найкращих футбольних суддів України за підсумками 1961 року. Протягом 22 сезонів обслуговував матчі чемпіонату і кубку СРСР. Провів як головний рефері 32 зустрічі, а в 55 матчах був боковим суддею.
Після закінчення кар'єри судді упродовж 27 років був головою Колегії арбітрів міста Харкова.
Паралельно з суддівською кар'єрою, з 1954 року працював тренером харківського «Спартака». Під керівництвом Резенкіна клуб досяг найбільшого успіху у повоєнний час. «Спартак» виграв кубок Харкова у 1959 році та отримав право виступати у чемпіонаті та кубку УРСР того ж року. У чемпіонаті підлеглі Резенкіна посіли перше місце у своїй зоні, але потім не змогли вийти з півфінальної групи.
З 1987 року працював заступником директора ДЮСШ «Спартак», а з 1996 року займав посаду директора стадіону «Спартак» та ДЮСШ з футболу при спорткомплексі «Акварена».
У Харкові був запроваджений Кубок Резенкіна, який розігрується серед ветеранів.

## Нагороди

Могила на Другому кладовищі Харкова

За бойові заслуги був нагороджений Орденом Червоної Зірки, Орденом Вітчизняної війни 2 ступеня та медалями.
6 листопада 1985 року був нагороджений Орденом Вітчизняної війни 1 ступеня в честь 40-ї річниці Перемоги радянського народу у Великій Вітчизняній війні.
У 2004 році був нагороджений відзнакою Федерації Футбола України «За заслуги».
У 2008 році був нагороджений Почесною грамотою Верховної Ради України.